# علم فلك الأشعة تحت الحمراء البعيدة

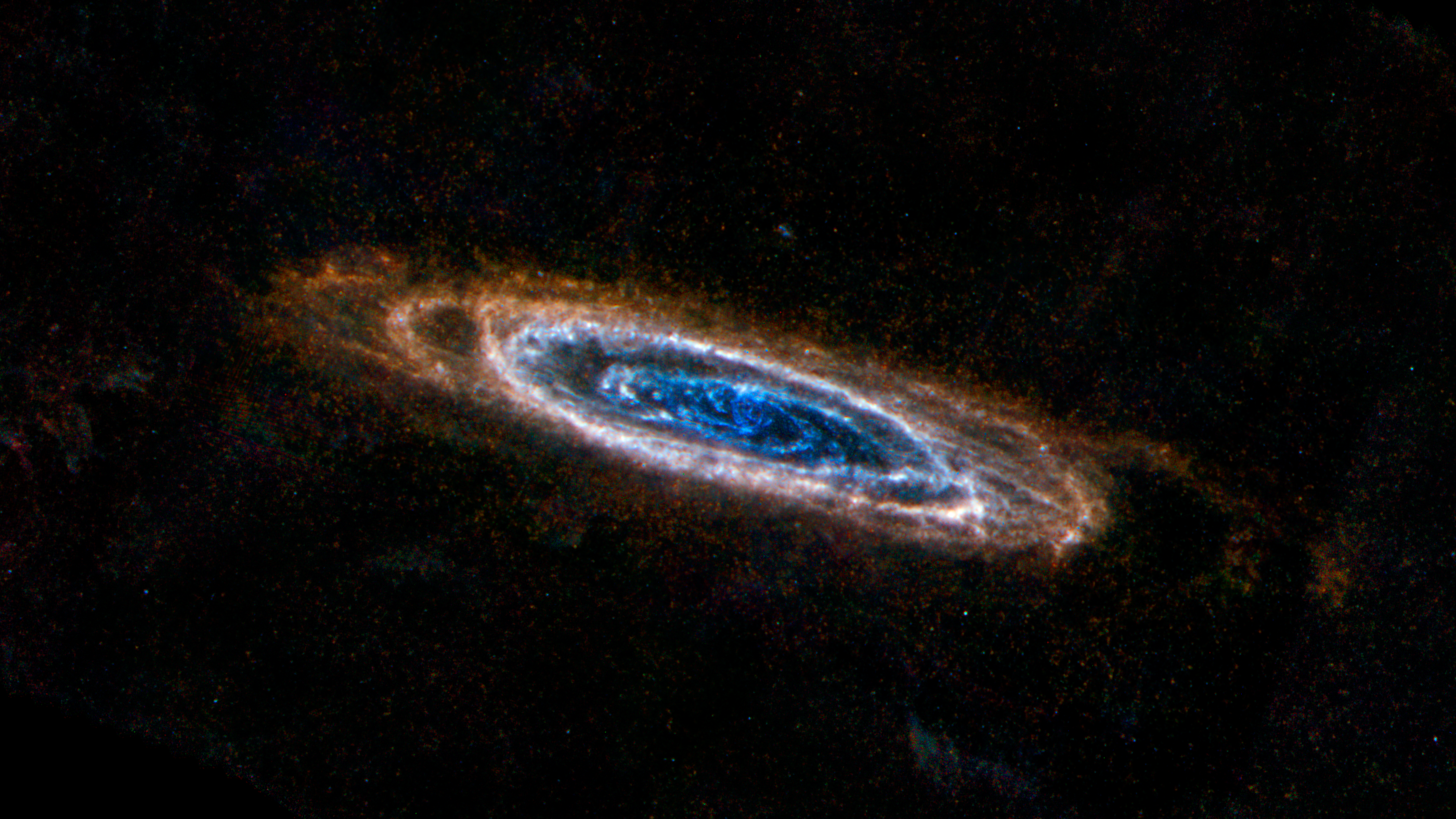

علم فلك الأشعة تحت الحمراء البعيدة هو فرع من فروع علم الفلك والفيزياء الفلكية الذي يتعامل مع الأجسام المرئية في الأشعة تحت الحمراء البعيدة (تمتد من 30 ميكرومتر نحو أطوال موجات ما دون المليمتر حوالي 450 ميكرومتر).
```
في الأشعة تحت الحمراء البعيدة، لا تكون النجوم ساطعة بشكل خاص، ولكن يمكن ملاحظة الانبعاث من مادة شديدة البرودة (140 كلفن أو أقل) والتي لا يمكن رؤيتها بأطوال موجية أقصر. هذا بسبب 
الإشعاع الحراري
 
للغبار بين النجمي
 الموجود في 
السحب الجزيئية
.
[
2
]
```

هذه الانبعاثات ناتجة عن الغبار الموجود في مغلفات النجمية حول العديد من النجوم العملاقة الحمراء القديمة. قام مسح الطائرة المجرية Bolocam برسم خريطة للمجرة لأول مرة في الأشعة تحت الحمراء البعيدة.